# 孤军英雄
《孤军英雄》，2012年在中国大陆播出的战争剧，讲述中国抗日战争、第二次国共内战的战争故事，导演孟凡，主演是李雪健、胡军、柯蓝、赵小锐、单阳光、焦俊艳。

## 剧情
1942年，新四军和大日本帝国陆军、国民革命军、伪军四军各自为战。中国国民党将军郝俊杰谋划了“金太阳计划”，借助日军消灭共军：汪精卫部队第七师第31团假装投靠共产党，实为卧底。此计划被新四军指挥员车道宽识破，并且带领新四军杀出重围，获得胜利。

## 演员
| 演员     | 角色     | 备注                                     |
| 胡军     | 车道宽   | 共产党人，北京大学数学系，新四军指挥员。 |
| 李雪健   | 郝俊杰   | 国民党人，国军将军。                     |
| 柯蓝     | 于晨露   | 国民党人。                               |
| 孙敏     | 张成良   | 共产党人。                               |
| 赵小锐   | 郑明仁   | 国民党人。                               |
| 逯长恩   | 方昭武   | 共产党人。                               |
| 平田康之 | 小林直孝 | 大日本帝国军人。                         |
| 佟悦     | 左玉坤   |                                          |
| 公磊     | 曾逞     |                                          |
| 余皑磊   | 葛存金   |                                          |
| 徐正运   | 刘勋德   |                                          |
| 尹铸胜   | 冷子兴   |                                          |
| 周逵     | 郭世文   |                                          |
| 张衡平   | 晁猛     |                                          |
| 郭秋成   | 王子烈   |                                          |

## 播出
电视剧的收视率不错。为内地电视剧收视率冠军。
电视剧中以谍战为主。

## 奖项
第29届中国电视剧飞天奖长篇电视剧三等奖